# Vroča točka
Vroče točke so območja na Zemeljskem površju, ki predstavljajo območja velike ognjeniške aktivnosti. Vzrok vulkanske aktivnosti ni neposredno v tektonskih procesih in zato vroče točke niso omejene na robove tektonskih plošč.
Po predvidevanjih nastajajo na mestih, kjer se pod premikajočo ploščo nahajajo stalni viri visokih temperatur, ki povzročajo taljenje in konvekcijo ter ognjeniško aktivnost. Podmorske vroče točke so praviloma neeksplozivne narave, kopenske pa so lahko tako eksplozivne kot neeksplozivne. Po Zemljinem površju je najti 40 ali 50 vročih točk.
Primer vročih točk so Havaji, Yellowstone, Islandija, Azori in Kanarski otoki.